# جامعة دمياط
جامعة دمياط هي جامعة حكومية مصرية، تأسست عام 2012 ويقع مقرها الرئيسي في مدينة دمياط الجديدة وتتوزع كلياتها في مدينة دمياط الجديدة.

## نبذة عن جامعة دمياط
نشأت جامعة دمياط من خلال فكرة فتح فصول لبعض كليات جامعة المنصورة بمدينة دمياط عندما تزايدت أعداد طلبة جامعة المنصورة من أبناء دمياط في الكليات المختلفة، ثم صدرت قرارات إنشاء كليات الفرع تباعاً طبقا للوائح الكليات المناظرة بجامعة المنصورة فبدأ العمل بكلية التربية في العام الجامعي 1976-1977، وقد تلى ذلك كليتي العلوم والتجارة في العام الجامعي 1985-1986 ثم تبعهما كلية التربية النوعية في العام 1990-1991 ثم كلية الفنون التطبيقية في العام 2004-2005 فكليات الزراعة والآداب والتربية الرياضية في العام الجامعي 2006-2007. وفي عام 2007 صدر القرار الجمهوري رقم (276) بإنشاء فرع جامعة المنصورة بدمياط وأشرف على شئون الفرع الأستاذ الدكتور محمد سويلم البسيوني نائب رئيس جامعة المنصورة لشئون التعليم والطلاب حتى صدر قرار الأستاذ الدكتور رئيس مجلس الوزراء رقم (141) بتاريخ 17 يناير 2008، بتعيين السيد الأستاذ الدكتور بشري عبد المؤمن عبد الحميد كأول نائب لرئيس جامعة المنصورة لشئون فرع دمياط.
في شهر يوليو 2012 صدر القرار الجمهورى رقم 19 لسنة 2012 بإنشاء جامعة دمياط ومقرها مدينة دمياط الجديدة.
وتقع ثلاث كليات في حرم واحد بحي الأعصر بمدينة دمياط وهي كليات الفنون التطبيقية والآداب والزراعة أما كليات العلوم والتربية والتجارة والتربية النوعية والتربية الرياضية والهندسة  فتقع في أماكن متفرقة بمدينة دمياط الجديدة وهي إضافة إلى إدارة الفرع وإسكان الطلاب وإسكان الطالبات.

## موقع الجامعة الجديد
تم تخصيص 190 (مائة وتسعون) فداناً لإنشاء حرم الجامعة بدمياط الجديدة، تم استلام 150 فدان منها وجارٍ إنهاء إجراءات استلام باقي المساحة، وقد تم طرح عملية لإنشاء سور الجامعة والبوابات الرئيسية والفرعية في مناقصة بين الشركات المتخصصة، وتم ترسية التنفيذ على شركة المقاولون العرب، كما تم الإعلان في الجرائد الرسمية عن مسابقة بين المكاتب الاستشارية المتخصصة لتصميم مخطط للجامعة بدمياط.

## أهمية الموقع
تتميز دمياط الجديدة بموقعها المتفرد على الطريق الدولي الذي يربطها بمحافظات الدقهلية - كفر الشيخ - البحيرة - بورسعيد - منطقة القناة. كما تتميز البيئة المحيطة بجامعة دمياط بمصادرها وثرواتها الطبيعية والصناعية  والسياحية، مما يعكس أهمية الدور الذي تقدمه جامعة دمياط  نظرا للتنوع العريض في الموارد الاقتصادية والطبيعية في هذه المنطقة وما يتطلبه ذلك من إعداد كوادر مهنية وفنية متميزة.

## رؤية الجامعة
تتطلع جامعة دمياط خلال الخمس سنوات القادمة إلى ارتقاء مكانة متميزة  في التعليم  والبحث العلمي، والريادة في تقديم خدمات مهنية وفنية متخصصة  لمختلف قطاعات المجتمع.

## رسالة الجامعة
جامعة دمياط إحدى الجامعات الحكومية المصرية  تعمل خلال الخمس سنوات القادمة على :-
تقديم برامج وخدمات تعليمية وتربوية وبحثية ومجتمعية  ذات جودة عالية تحكمها المعايير القومية
إعداد خريج متميز  قادر على المنافسة والإبداع على المستويين المحلي والإقليمي.
المساهمة في التنمية المستدامة للمجتمع  والحرص على ترسيخ القيم الأخلاقية  والحفاظ على الهوية الوطنية.

## كليات الجامعة
تضم جامعة دمياط 14 كلية :
|    | اسم الكلية               | الموقع الألكتروني                                 |
| -- | ------------------------ | ------------------------------------------------- |
| 1  | كلية الطب                |                                                   |
| 2  | كلية التربية             |                                                   |
| 3  | كلية التربية النوعية     |                                                   |
| 4  | كلية العلوم              |                                                   |
| 5  | كلية الفنون التطبيقية    |                                                   |
| 6  | كلية الزراعة             |                                                   |
| 7  | كلية الآداب              |                                                   |
| 8  | كلية التجارة             |                                                   |
| 9  | كلية التربية الرياضية    | نسخة محفوظة 2 ديسمبر 2020 على موقع واي باك مشين.  |
| 10 | كلية الهندسة             | نسخة محفوظة 23 مايو 2020 على موقع واي باك مشين.   |
| 11 | كلية الآثار              | نسخة محفوظة 29 سبتمبر 2020 على موقع واي باك مشين. |
| 12 | كلية الحقوق              | نسخة محفوظة 1 نوفمبر 2020 على موقع واي باك مشين.  |
| 13 | كلية التمريض             | نسخة محفوظة 2 ديسمبر 2020 على موقع واي باك مشين.  |
| 14 | كلية الحاسبات والمعلومات | نسخة محفوظة 23 ديسمبر 2019 على موقع واي باك مشين. |

## رؤساء جامعة دمياط
|  | الاسم                          | من             | إلى           |
|  | ممدوح عبد المنعم صوفان         | يوليو 2012     | سبتمبر 2012   |
|  | ------------------------------ | -------------- | ------------- |
|  | طلعت محمد سحلول                | سبتمبر 2012    | مارس 2013     |
|  | ممدوح عبد المنعم صوفان         | مارس 2013      | سبتمبر 2013   |
|  | على فتحى حمايل                 | سبتمبر 2013    | يوليو 2014    |
|  | محمد محمد رفعت البسيوني        | يوليو 2014     | سبتمبر 2014   |
|  | رمضان عبد الحميد محمد الطنطاوى | 20 سبتمبر 2014 | 31 يوليو 2016 |
|  | ممدوح محمد أحمد نعمة الله      | 1 أغسطس 2016   | 26 أغسطس 2017 |
|  | السيد محمد السيد دعدور         | 27 أغسطس 2017  | 31 يوليو 2023 |
|  | حمدان ربيع عطية المتولي        | 18 سبتمبر 2023 | ——————        |

## روابط خارجية
- موقع جامعة دمياط نسخة محفوظة 3 فبراير 2014 على موقع واي باك مشين.